# Conservatoire de musique de Québec
Le Conservatoire de musique de Québec est un conservatoire de musique situé dans la ville de Québec, au Québec, Canada.
Fondé par le gouvernement du Québec en 1944, le Conservatoire de musique de Québec fut le deuxième établissement d'enseignement supérieur de musique en Amérique du Nord à être entièrement subventionné par l'État. Le conservatoire fait partie du Conservatoire de musique et d'art dramatique du Québec (CMADQ), un réseau de 7 conservatoires de musique et d'art dramatique. Le chef d'orchestre Wilfrid Pelletier a été le premier directeur de l'école de 1944 à 1946. Le directeur actuel est Jean-Fabien Schneider.
Le conservatoire est très attaché à la performance et, en plus d'organiser des concerts publics au Grand Théâtre de Québec, il se produit régulièrement dans les salles Louis-Fréchette et Octave-Crémazie voisines, à la Chapelle historique du Bon-Pasteur et à l'Institut canadien de Québec. Les étudiants et les professeurs présentent régulièrement des récitals publics dans ces lieux, en plus de nombreux concerts publics donnés par l'orchestre, l'orchestre de chambre, l'orchestre de jazz, l'orchestre d'harmonie, l'opéra, les chœurs et les autres groupes de performance de l'école.
L'école propose des cours dans plus de 50 domaines d'étude, allant de l'interprétation historiquement informée aux techniques de musique électroacoustique, en passant par la musique de chambre, l'ethnomusicologie, l'opéra et le jazz, entre autres. L'école fait aussi régulièrement appel à des professeurs invités pour des classes de maître qui sont ouvertes aux étudiants en musique de l'Université Laval.

## Localisation

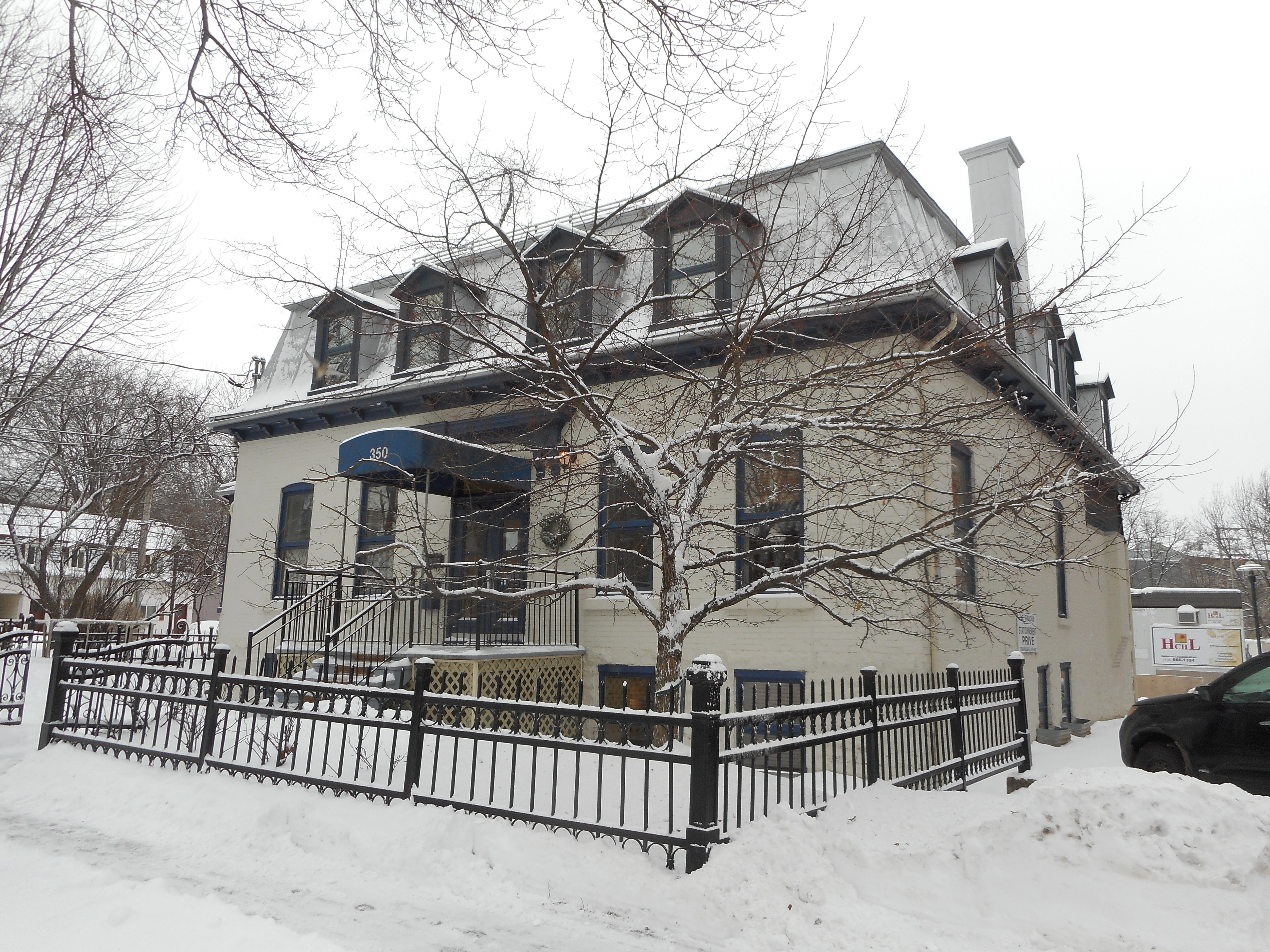
350, boulevard Langelier

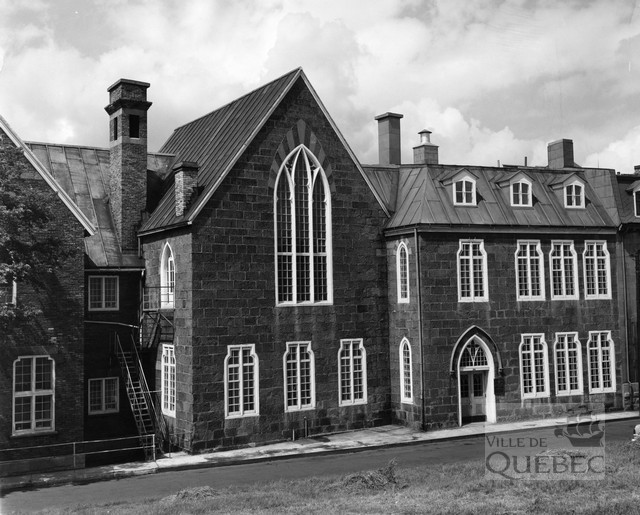
Avenue Saint-Denis

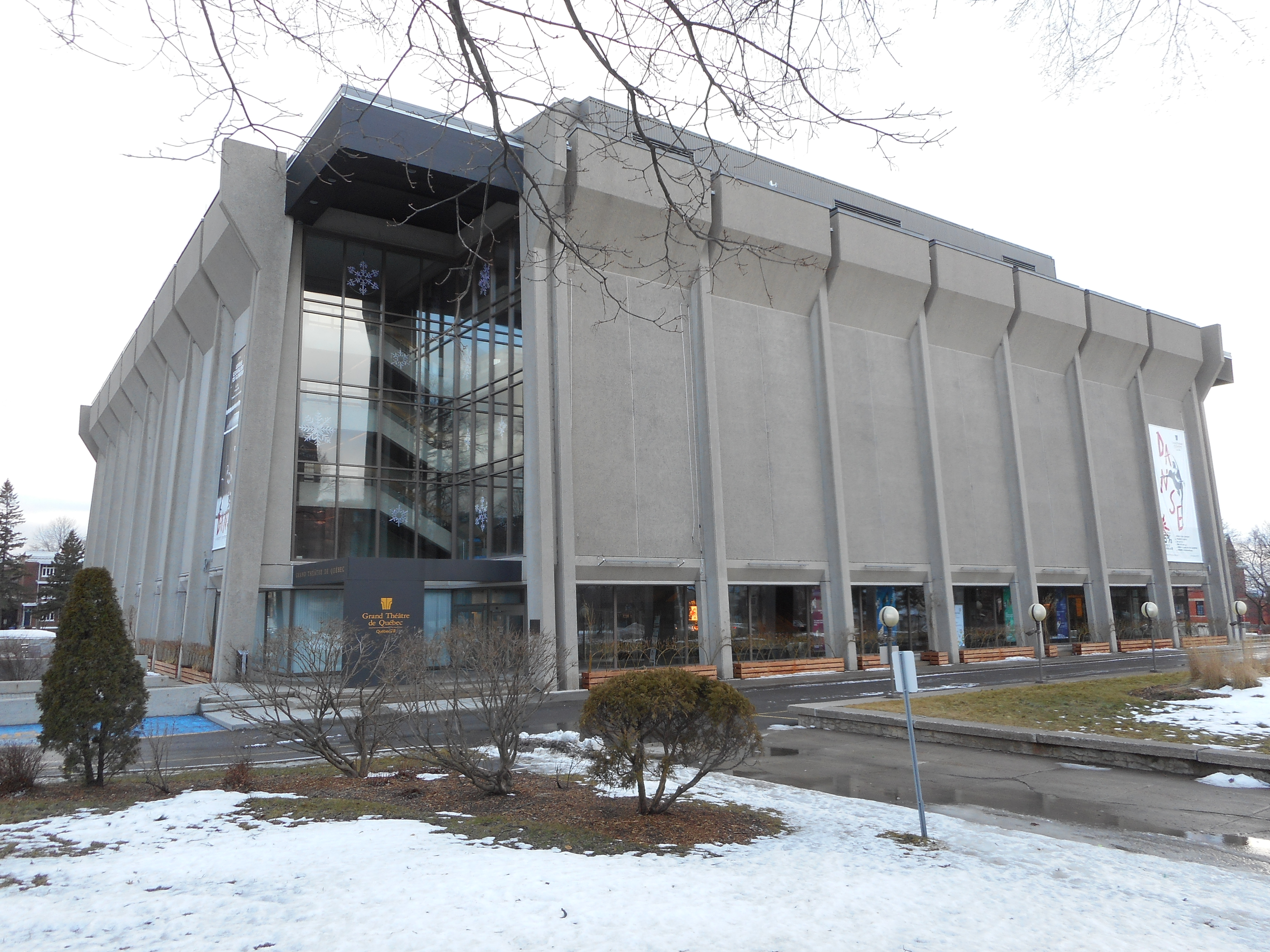
Grand Théâtre de Québec

À sa fondation, la conservatoire était située sur le boulevard Langelier. Il a déménagé en 1950 dans des locaux plus spacieux sur l'avenue Saint-Denis, près de la Citadelle de Québec. En octobre 1972, il a déménagé dans ses locaux actuels, à l'intérieur du Grand Théâtre de Québec.

## Histoire
À la fin des années 1930 et au début des années 1940, le compositeur canadien Claude Champagne a rédigé un rapport sur l'éducation musicale. Ce rapport a été présenté au gouvernement du Québec par Claude Champagne et Wilfrid Pelletier dans l'espoir de créer des instituts supérieurs québécois d'enseignement de la musique. Le rapport examinait de près l'éducation musicale en Europe ainsi qu'au Canada. Le rapport fut accueilli favorablement et des plans furent bientôt élaborés pour établir un réseau d'écoles subventionnées par l'État qui serait modelé sur les conservatoires européens, en particulier le Conservatoire de Paris.
Le 29 mai 1942, la Loi du conservatoire est adoptée par l'Assemblée nationale du Québec créant le Conservatoire de musique et d'art dramatique du Québec (CMADQ). Lors de sa création, le conservatoire reçoit une allocation de 30 000 $ pour établir sa première école, le Conservatoire de musique du Québec à Montréal (CMQM). Le CMQM a ouvert ses portes en janvier 1943 avec Wilfrid Pelletier comme directeur et Claude Champagne comme directeur adjoint.
Après l'ouverture réussie du CMQM, le CMADQ, sous la direction de Wilfrid Pelletier, a commencé à planifier l'établissement d'un conservatoire similaire à Québec. Ces plans ont été rapidement mis en œuvre et la première journée de cours du conservatoire de musique de Québec a eu lieu le 17 janvier 1944. Au cours des premières années, la plupart des membres du corps professoral étaient des enseignants du CMQM qui faisaient la navette entre les deux écoles.
Henri Gagnon a succédé à Wilfrid Pelletier comme directeur de l'école en 1946, le professeur d'orgue Alice Duchesnay restant le directeur adjoint de l'école. Parmi les premiers membres du personnel, on peut citer Gilbert Darisse (violon), Maurice DeCelles (hautbois), René Gagnier (clarinette, trombone), Olga Gosselin (harpe), Hélène Landry (piano) et Robert Talbot (théorie musicale).
En 1961, Raoul Jobin a succédé à Henri Gagnon comme directeur, et neuf ans plus tard, il fut remplacé à son tour par Paul-Émile Talbot. Armando Santiago a été directeur de 1978 à 1985, suivi de Jean Charron (1985-1988) et Wilfrand Guillemette (1988- ?).
| - Gilles Auger, chef d'orchestre - Odette Beaupré, mezzo-soprano - Larry Beauregard, flûtiste - Denis Bédard, compositeur, organiste et claveciniste - Marc Bélanger, chef d'orchestre, violoniste, altiste et arrangeur - Guy Bélanger, ténor, chef d'orchestre, compositeur et directeur d'opéra - Françoys Bernier, pianiste et chef d'orchestre - Madeleine Bernier, pianiste - Pierre Bourque, saxophoniste | - Sylvain Doyon, organiste et pianiste - Noëlla Genest, organiste - Gaston Germain, bassiste - John Hawkins, compositeur - Bernard Jean, hautboïste et chef d'orchestre - Philippe Magnan, hautboïste et joueur de cor anglais - Sonia Racine, mezzo-soprano - Patrick Saint-Denis, compositeur - Jacques Simard, hautboïste |

## Conservatoire de Quebec.
1. 1 2 3 4 5  « Conservatoire de musique du Québec », dans Encyclopédie de la musique au Canada (lire en ligne) (consulté le 30 août 2019)
2. ↑  "Sylvain Doyon". Encyclopedia of Music in Canada
3. ↑  "Noella Genest". Encyclopedia of Music in Canada
4. ↑  "Gaston Germain". Encyclopedia of Music in Canada
5. ↑  "Jacques Simard". Encyclopedia of Music in Canada